# ケイ・ケンドール
ケイ・ケンドール（Kay Kendall、本名：Justine Kay McCarthy、1926年5月21日 - 1959年9月6日）は、イギリスの女優。

## 来歴
イースト・ライディング・オブ・ヨークシャー出身。父親はヴォードヴィル芸人。兄弟のカバン・ケンドールも俳優であった。
1944年頃から映画に出演しはじめる。1957年公開の『魅惑の巴里』でゴールデングローブ賞 主演女優賞 (ミュージカル・コメディ部門)を受賞。
1954年の『完全なる良人』で共演したレックス・ハリソンと交際をはじめた後に白血病と診断される。当時レックス・ハリソンは女優のリリー・パルマーと結婚していたが、ケイの死期が近いことを知ったハリスンとパルマーは離婚することに賛成し、1957年にケイと結婚。本人に病名が告知されることはなく、1959年に亡くなった。

## 主な出演作品
- シーザーとクレオパトラ Caesar and Cleopatra（1945年）
- 銀の靴 Happy Go Lovely（1951年）
- 完全なる良人 The Constant Husband（1954年）
- 古城の剣豪 The Adventures of Quentin Durward（1955年）
- 魅惑の巴里 Les Girls（1957年）